# Radhouène Felhi
Radhouène Felhi (Meknassi, 25 de março de 1984) é um futebolista profissional tunisiano que atua como defensor.

## Carreira
Radhouène Felhi representou o elenco da Seleção Tunisiana de Futebol no Campeonato Africano das Nações de 2010.